# Eucalyptus subangusta
Eucalyptus subangusta är en myrtenväxtart som först beskrevs av William Faris Blakely, och fick sitt nu gällande namn av Murray Ian Hill Brooker och Stephen Donald Hopper. Eucalyptus subangusta ingår i släktet Eucalyptus och familjen myrtenväxter. Inga underarter finns listade i Catalogue of Life.